# Yrjö von Grönhagen

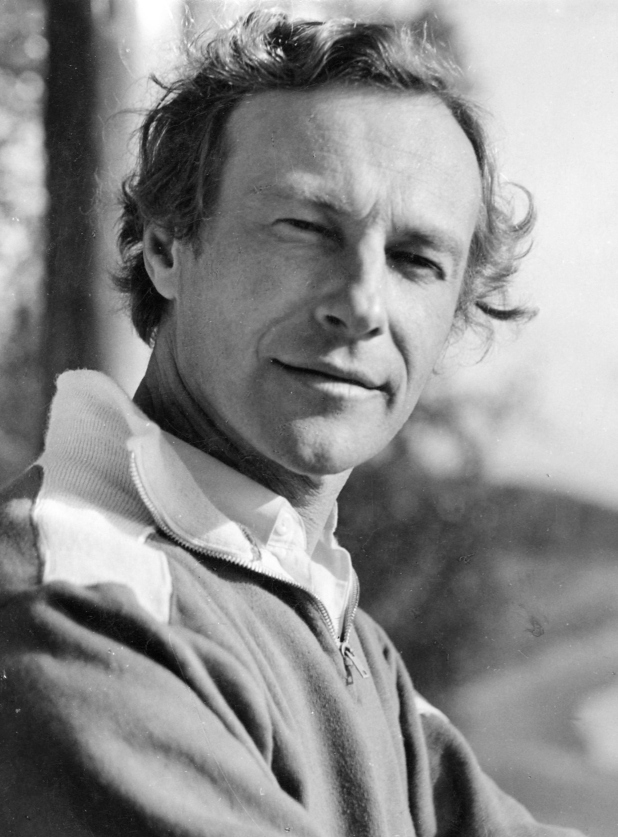
Yrjö von Grönhagen

Yrjö von Grönhagen (* 20. Septemberjul. / 3. Oktober 1911greg. in St. Petersburg; † 17. Oktober 2003 in Helsinki) war ein finnischer Autor und Forscher.

## Leben
Yrjö von Grönhagen wurde als Sohn des Karl von Grönhagen (deutsch-finnisches Adelsgeschlecht aus Südfinnland) und der finnisch-russischen Adeligen Zina von Holtzmann geboren. Sein Bruder fiel als Kämpfer der antikommunistischen belarussischen Truppen im Jahr 1920. Nach der Auswanderung der Familie nach Frankreich und dem Abschluss seiner Schullaufbahn begann er eine Ausbildung am finnischen Konsulat in Paris, brach diese aber ab und begann 1933 – nach kurzem Ausflug in die Filmwelt – ein Studium der Philosophie an der Pariser Sorbonne-Universität. Im Frühjahr 1935 – vor Beendigung seines Studiums – begab er sich auf eine Reise durch Europa, die ihn von Paris nach Helsinki führte. Im August 1935 gelangte er auf seinem Weg nach Deutschland, wo er die Möglichkeit erhielt, einen Artikel über die finnische Sagensammlung Kalevala für das Frankfurter Volksblatt zu verfassen.

## Tätigkeit für das Ahnenerbe der SS
Der Reichsführer SS Heinrich Himmler las diesen Artikel und lud Grönhagen zu einem Treffen ein, das am 1. Oktober 1935 stattfinden sollte. Nach einem positiven Eindruck verwies Himmler den Autor an seinen Berater Karl Maria Wiligut/Weisthor, der auf einer Zusammenkunft Himmlers Begeisterung über den jungen finnischen Forscher bestätigte und dessen Übernahme in das SS-Forschungsamt Ahnenerbe empfahl. Am 1. November 1935 wurde Grönhagen als Abteilungsleiter der „Pflegstätte für Indogermanisch-Finnische Kulturbeziehungen“ für das Ahnenerbe verpflichtet und mit der Durchführung einer Forschungsreise nach Finnland beauftragt.
Im Juni 1936 machten sich Grönhagen und der Musikwissenschaftler Fritz Bose auf den Weg nach Karelien. Dort stieß der finnische Zeichner Ola Forsell zu der Gruppe. Aufgabe der Expedition war es, finnische „Zauberkundige“ und Schamanen aufzusuchen, finnisches Sagengut und Gedichte sowie Lieder zu sammeln bzw. aufzuzeichnen. Bei einem Treffen mit dem Volkssänger Timo Lipitsä trug dieser ein ebenfalls im Kalevala enthaltenes Lied vor, obgleich das Buch dem Sänger nicht bekannt war. Es folgten Zusammenkünfte mit dem finnischen Sänger Hannes Vornanen und der Schamanin Miron-Aku, die in der dortigen Bevölkerung einen guten Ruf als Seherin genoss. Im Verlauf dieses Treffens wurden Film- und Tonaufnahmen einer okkulten Sitzung angefertigt, bei der Miron-Aku vergangene und kommende Geschehnisse wiedergab, die sie seherisch „empfing“. Weitere Forschungsberichte bezogen sich auf die finnischen Saunas.
Am 18. Februar 1937 kam es in Berlin zu zwei längeren Gesprächen zwischen Grönhagen, Wiligut und dem vom Finnen eingeladenen britischen Okkultisten Gaston de Mengel, in dem es um bisherige Forschungen des Briten und kommende Forschungsaufträge ging.
Am 22. Mai 1937 reiste De Mengel, finanziert von der SS, nach Finnland, wo sich bereits Yrjö von Grönhagen aufhielt. Von Helsinki aus sendete De Mengel am 23. Juni einen Bericht an Weisthor in Berlin, über ein „Schwarzzentrum“ in Sin-Kiang (Mongolei) und eine „Kraftachse“ in Murm (Finnland). Unklar bleibt, ob von Grönhagen direkt an den Forschungen de Mengels beteiligt war. Nach diesem Ausflug in die okkulte Welt der Geheimbünde kam es 1939 zu einem jähen Ende der Tätigkeit Grönhagens für die SS.

## Tätigkeit während des Zweiten Weltkrieges
Mit Kriegsbeginn stand einerseits die Kriegswichtigkeit der Forschungsabteilung Grönhagens in Frage, zudem er selbst als nicht promovierter Abteilungsleiter ohnehin einen schweren Stand gegenüber seinem Dienstherrn Walther Wüst hatte. Dazu kamen unbedachte Äußerungen der Frau Grönhagens, Hertha, die zu einer Verstimmung Himmlers führten, der bislang seine schützende Hand über den Deutsch-Finnen gehalten hatte. So wurde 1939 Grönhagens Abteilung aufgelöst und die Grönhagens reisten nach Finnland. Angesichts des russischen Angriffs auf Finnland trat der Forscher der Armee bei. Nach dem Finnisch-Sowjetischen Waffenstillstand 1940 kehrte er als finnischer Verbindungsmann nach Deutschland zurück. 1941 stellte die Frau Grönhagens den Antrag auf Wiedereinstellung in den SS-Dienst, der nach längeren Erörterungen innerhalb des Ahnenerbe schließlich abgelehnt wurde. Ab 1942 verfasste Grönhagen in Deutschland mehrere Bücher, so gemeinsam mit zwei weiteren Autoren ein Buch über den Sowjetisch-Finnischen Krieg von 1939: Der Winterfeldzug. Krieg in Finnlands Wäldern. Noch im gleichen Jahr folgte seine Veröffentlichung Karelien. Finnlands Bollwerk gegen den Osten.
Bis 1945 arbeitete Grönhagen als Propagandist der deutsch-finnischen Zusammenarbeit, zeitweise als Sprecher in Finnland gezeigter deutscher Wochenschau-Aufnahmen und zuletzt als Reporter für das Vapaan Suomen Radio. Seine Frau Hertha war von 1941 bis 1945 Chefredakteurin der Zeitung Suomi-Saksa („Finnland-Deutschland“), eines pro-deutschen Propaganda-Magazins.

## Nachkriegszeit
Nach dem Krieg arbeitete Grönhagen für die finnische Regierung an der Repatriierung finnischer Kriegsgefangener in Oslo, bevor er ins Visier der britischen Geheimdienste geriet und als Nazi-Kollaborateur angeklagt wurde. Nach seinem Freispruch 1947 verfasste der Deutsch-Finne eine autobiographische Schrift über seine Zusammenarbeit mit der SS (Himmlerin Salaseura, 1948). Dennoch sorgten die Enthüllungen über seine Zusammenarbeit mit der SS für die Verbannung Grönhagens aus dem Staatsdienst und jeder akademischen Tätigkeit.
In der Folge wendete sich Grönhagen dem christlichen Glauben zu und gründete 1959 den finnischen Zweig des christlich-ökumenischen Ordens „Ordo Sancti Constantini Magni (OCM)“. 1964 wurde er Generalsekretär des griechisch-orthodoxen Ordens „Konstantin der Große“ und lebte bis 2000 jeweils halbjährlich auf Kreta und in Lappland. Am 17. Oktober 2003 starb Grönhagen in Helsinki.

## Werke
- Finnische Gespräche. Nordland-Verlag, Berlin 1941.
- Karelien, Finnlands Bollwerk gegen den Osten. Franz Müller Verlag, Dresden 1942.
- Das Antlitz Finnlands. Wiking Verlag, Berlin 1942 (mit Hertha von Grönhagen).
- Himmlerin salaseura. Kansankirja, Helsinki 1948.